# Лангольеры (мини-сериал)
«Ланголье́ры» (англ. The Langoliers) — мини-сериал, телеэкранизация одноимённой повести Стивена Кинга, входящей в сборник «Четыре после полуночи». Премьера состоялась 14 мая 1995 года на телеканале ABC.
В России телепремьера состоялась 5 апреля 1997 года на телеканале ОРТ под названием «Затерянные во времени» (при показе был разбит на 4 серии), однако в тот же год компания «Союз-видео» выпустила VHS-кассету под оригинальным названием.

## Сюжет

Дайна Беллман и Лорел Стивенсон. Позади них — Рудольф (Руди) Уэрвик

Пилот авиакомпании «Американская гордость» Брайан Энгл, посадив самолёт рейса Токио — Лос-Анджелес, узнаёт, что его бывшая жена Энн погибла в Бостоне. Энгл тут же садится на ночной рейс в Бостон; ещё до вылета он узнаёт, что над пустыней Мохаве, над которой проходит их маршрут, зафиксировано нехарактерное для этих широт северное сияние. Во время взлёта Брайан, не выспавшийся из-за предыдущего рейса, засыпает.
Примерно через 3 часа после взлёта слепая девочка Дайна Беллман просыпается и просит воды у своей тёти. Тётя ей не отвечает, а на её месте Дайна находит только тётину сумку. Девочка с помощью приборной панели вызывает стюардессу, но та не подходит. Дайна встаёт с места и пытается дотронуться до других пассажиров, но нащупывает на креслах только их вещи, и затем дотрагивается до парика, который принимает за скальп, пугается и кричит, и её крик будит Брайана. Другие пассажиры также просыпаются и с ужасом обнаруживают, что по неизвестным причинам на борту лайнера осталось только 10 человек.
- Брайан Энгл (Дэвид Морс) — 43-летний пилот авиакомпании «Американская гордость», летевший в Бостон, где погибла его бывшая жена.
- Лорел Стивенсон (Патриша Уэттиг) — учительница. Она призналась Дайне, что соврала, будто летит в «первый полноценный отпуск». Настоящей целью её путешествия было свидание с мужчиной, с которым она переписывалась.
- Николас (Ник) Хоупвелл (Марк Линдсей Чепмен) — сотрудник британских спецслужб, до последнего не раскрывал цель своей поездки в Бостон.
- Роберт (Боб) Дженкинс (Дин Стоквелл) — писатель-фантаст.
- Альберт («Туз») Косснер (Кристофер Коллет[англ.]) — 17-летний скрипач, летевший в Бостон поступать в консерваторию.
- Бетани Симмс (Кимбер Риддл[англ.]) — девушка, имевшая проблемы с алкоголем и наркотиками, которую родители направили в Бостон к тёте на реабилитацию.
- Дайна Беллман (Кейт Маберли) — 9-летняя слепая девочка, летевшая в Бостон на операцию по восстановлению зрения.
- Рудольф (Руди) Уэрвик (Бакстер Харрис) — пьяный пассажир бизнес-класса, любитель поесть, проснувшийся позже всех.
- Дональд (Дон) Гаффни (Фрэнки Фэйсон) — темнокожий авиамеханик компании «Hughes Aircraft», летевший в Бостон по контракту.
- Крейг Туми (Бронсон Пинчот) — банковский служащий, летевший в Бостон на деловое совещание; единственный, кто неадекватно оценивает их положение, но именно он имеет часть ответов на эту загадку.

Никто не может понять, куда делись остальные пассажиры. На их пустующих креслах остались не только все их личные вещи (часы, кошельки, деньги и запонки), но и вещи, находившиеся в организмах — протезы и зубные мосты. Энгл и Хоупвелл проникают в кабину пилотов и видят, что самолёт летит на автопилоте. Сам экипаж (пилоты и бортпроводники) также исчез. Брайан принимает управление лайнером и пытается связаться с землёй, но не получает никакого ответа. Дайна привязывается к Лорел, которая советует девочке заснуть, чтобы не волноваться, но девочка отказывается, ссылаясь на то, что она уже спала и больше не хочет. Писатель Боб Дженкинс подсаживается к Альберту и обращает его внимание на слова Дайны. Он замечает, что тоже спал, причём заснул ещё до взлёта самолёта. Альберт признаётся, что тоже заснул, и Дженкинс высказывает ему свою теорию происходящего — в кислородную систему лайнера добавили усыпляющий газ, не имеющий запаха, после чего самолёт посадили на секретный аэродром и почти всех пассажиров вывели наружу, а затем пилот Энгл поднял самолёт в воздух, поставил его на автопилот и после этого захлопнул дверь кабины; однако Дженкинс тут же опровергает свою теорию: из иллюминаторов видна только тёмная равнина, а ведь они летят над такими крупными городами как Денвер, Омаха и Де-Мойн.
Брайан решает посадить самолёт в аэропорту Бангора (штат Мэн), поскольку посадка в аэропорту Бостона опасна без указаний диспетчера. Туми приходит в ярость, поскольку летит в Бостон на важное совещание. Ник успевает его утихомирить, применив силу. Туми в состоянии аффекта рвёт самолётный журнал на полосы. Дайна, проявив экстрасенсорные способности, озвучивает свои мысли, что Туми неадекватен и может излучать опасность; в какой-то момент она даже начинает видеть всё вокруг глазами Туми и осознаёт, что они все кажутся ему монстрами.
При посадке в Бангоре герои видят в иллюминаторы, что на земле всё в порядке, но Дженкинс замечает, что на земле не видно никаких движений. Брайан успешно сажает самолёт, но авиатопливо заканчивается. Воспользовавшись надувным трапом, герои выходят на лётное поле. Аэропорт пуст, людей нет, вся техника стоит без движения, а в воздухе чувствуется полное отсутствие привычных запахов. Возмущённый Туми снова требует лететь в Бостон. Брайан пытается его успокоить и внезапно вызывает у Туми воспоминания о его деспотичном отце, который всегда пугал мальчика историями о лангольерах — страшных зубастых монстрах, которые «гонятся за лентяями и безжалостно едят их живьём». Туми заявляет, что все люди исчезли, потому что их забрали лангольеры. Брайан отвечает, что у них нет времени слушать его фантазии. Туми неожиданно выдаёт, что он, в отличие от них, хорошо имеет понятие относительно времени, которого у них «осталось мало».
На пути к зданию главного терминала Дайна обращает внимание Лорел на то, что звук их шагов звучит глухо, словно лишён силы. Оказавшись в аэропорту, они замечают следующие странности — звук не отдаётся эхом, не работают батарейки и нет электричества. Туми отстаёт от группы, к нему является видение отца, он бранит сына, что тот не прилетел вовремя в Бостон на важную встречу и предупреждает, что если он задержится здесь ещё немного, то «лангольеры придут за ним». Перепуганный Туми прячется в офисе службы безопасности аэропорта, где находит револьвер. Дайна слышит странный угрожающий хрустящий звук, но остальные не слышат и списывают это на тонкий слух слепой девочки. В местном ресторане герои обнаруживают, что спички не горят, продукты потеряли вкус, а пиво совершенно выдохлось. Дженкинс предполагает, что они прошли через дыру во времени и оказались в прошлом (по его мнению, мир выглядит именно так, когда «сегодня превращается во вчера — мир начинает „устаревать“»). Брайан вспоминает о северном сиянии над пустыней Мохаве (это и была временная дыра).
Туми врывается в ресторан и берёт Бетани в заложники, требуя лететь в Бостон. Бетани кусает Туми за руку, а Альберт ударяет Туми по голове футляром от своей скрипки; тот, теряя сознание, успевает нажать на курок. Давление пороховых газов оказывается настолько слабым, что пуля, вылетев из ствола, просто отскакивает от груди Альберта. Ник связывает Туми, все слышат странный хрустящий звук, напугавший Дайну. Герои решают заправить самолёт и взлетать, но Брайан считает, что авиатопливо не сработает (согласно теории Дженкинса). Альберт неожиданно разбирается в законах происходящего. Возвратившись в самолёт, он проводит эксперимент со спичками из аэропорта, пивом и минеральной водой. Через несколько секунд спички стали загораться, пиво и минеральная вода вспенились. Герои понимают, что самолёт является частью их времени (настоящего), а не прошлого, значит, авиатопливо будет работать, если заправить баки самолёта.
Связанный Туми рассказывает Дайне и Лорел о лангольерах. На выходе из ресторана Туми (окончательно потерявший рассудок и пришедший к выводу, что Дайна является главным лангольером) развязывается, наносит Дайне удар ножом в грудь и убегает. Гаффни и Альберт отправляются на поиски носилок, но натыкаются на Туми. Туми убивает ножом Гаффни, но Альберт, вооружившись замотанным в скатерть тостером, оглушает Туми. Дайна просит подошедшего Ника не убивать Туми, потому что он ещё может пригодиться. Герои перекачивают авиатопливо в баки самолёта, странный звук усиливается. Дайна из самолёта телепатически выводит Туми из здания аэропорта, внушив ему, что его встреча переносится из Бостона в аэропорт. Прямо на лётном поле Туми видит стол с финансистами, собравшимися на совещание. Несмотря на предостережения отца, Туми рассказывает, как растратил все их деньги. Председатель совещания превращается в отца и делает угрожающий жест, напоминающий лангольеров.

Кадр с лангольерами

Брайан запускает двигатели, лангольеры атакуют аэропорт, съедая всё на своём пути. Туми убегает от лангольеров, но те догоняют его и съедают; Лорел замечает, что если бы Дайна не выманила Туми из аэропорта, то лангольеры в первую очередь набросились бы на самолёт. Дженкинс считает, что лангольеры — чистильщики вечности. Лайнер взлетает, все видят, как аэропорт и вся местность по кускам съедается бесчисленными лангольерами и исчезает.
Ник признаётся Брайану, что, являясь сотрудником британской спецслужбы, летел в Бостон, чтобы убить человека. Дайна умирает, но говорит, что всё хорошо и она впервые смогла увидеть мир (глазами Туми). Самолёт подлетает к временной дыре. Дженкинс с ужасом понимает, что живое существо может пройти через дыру только в состоянии глубокого сна. Брайан решает понизить давление воздуха в самолёте, вызвав обморок у пассажиров, но кто-то должен пожертвовать собой, восстановив давление, при подлёте к дыре. Добровольцем вызывается Ник, он признаётся Лорел, что хочет этим искупить своё давнее преступление, и просит её съездить в Англию к отцу, который никогда не одобрял службу сына. Ник надевает кислородную маску и, прежде чем исчезнуть, восстанавливает давление.
Очнувшийся Брайан благополучно сажает самолёт в аэропорту Лос-Анджелеса. Радиосвязь по-прежнему отсутствует, в городе тихо, аэропорт безлюден. Пассажиры покидают самолёт, но вскоре замечают запахи в воздухе, что еда имеет вкус а звук шагов звучит нормально. Дженкинс объясняет, что они попали в будущее и теперь должны дождаться момента, когда время их догонит. Они отходят к стене и наблюдают, как через несколько мгновений аэропорт становится очень ярким, а из вспышек рождаются силуэты, которые плавно превращаются в реальных людей. Фильм завершается эпизодом, где герои радостно бегут к выходу из аэропорта.

## В ролях
| Актёр               | Роль                                                            |
| ------------------- | --------------------------------------------------------------- |
| Дэвид Морс          | Брайан Энгл                                                     |
| Патриша Уэттиг      | Лорел Стивенсон                                                 |
| Дин Стоквелл        | Роберт (Боб) Дженкинс                                           |
| Марк Линдсей Чепмен | Николас (Ник) Хоупвелл                                          |
| Фрэнки Фэйсон       | Дональд (Дон) Гаффни                                            |
| Бакстер Харрис      | Рудольф (Руди) Уэрвик                                           |
| Кристофер Коллет    | Альберт («Туз») Косснер                                         |
| Кимбер Риддл        | Бетани Симмс                                                    |
| Кейт Маберли        | Дайна Беллман                                                   |
| Бронсон Пинчот      | Крейг Туми                                                      |
| Том Холланд         | Харкер                                                          |
| Майкл Лоуден        | представитель авиакомпании «Американская гордость» Ричард Логан |
| Стивен Кинг         | начальник Крейга Туми Томас (Том) Холби                         |
| Джон Грисмер        | отец Крейга Туми Роджер Туми                                    |
| Кристофер Кук       | Крейг Туми в детстве                                            |

## Производство
Съёмки прошли летом 1994 года в реальном Международном аэропорту Бангор (на общих планах в кадре показаны главный терминал и возвышающееся за ним здание гостиницы «Фо-Пойнтс»). Изначально планировалось провести съёмки в аэропортах Питтсбурга и Денвера, которые тогда были закрыты и поэтому идеально подходили для съёмок, но затем авторы сериала решили привнести в него реализм и провести съёмки в реальных местах действия (в том числе в Бангоре были сняты и сцены в Международном аэропорту Лос-Анджелеса).
Каждый эпизод внутри снимался на огороженной от случайных людей территории, а значительная часть бюджета была потрачена на создание звуковой дорожки: различные характерные для аэропорта шумы не позволяли записать голоса актёров вживую во время съёмки, поэтому при монтаже им пришлось переозвучивать большую часть своих реплик (вынужденной переозвучке подверглась и сцена, где герои обнаруживают, что в воздухе нет эха). Финальную сцену, где герои «воссоединяются с настоящим», снимали в действующей зоне ожидания. Во время съёмок в Бангоре актёры и съёмочная группа остановились в отеле «Мэрриот» при аэропорте, заняв около 40 номеров. Массовка включала 175 статистов, которые жили поблизости.
Самолёт в фильме — это Lockheed L-1011 TriStar. Самолёты L-1011 были сняты с производства за 10 лет до съёмок, а в сам период съёмок многие авиакомпании США вывели их из эксплуатации и по этой причине все кадры с самолётом в воздухе либо были взяты из рекламных роликов, либо были анимированы на компьютере. Для съёмок использовалось два авиалайнера: первый был приобретён у авиакомпании «Trans World Airlines» и использовался для наружных сцен и для сцен взлёта и посадки, второй (бортовой номер N31018, серийный 193B-1065) был приобретён у Японии (для этого самолёт разделили на несколько частей и доставили в США, где собрали заново) и использовался для съёмок внутренних сцен (кабина пилота была демонтирована и прикреплена к гидравлическому устройству, которым можно было управлять таким образом, чтобы имитировать ветровую турбулентность).
Съёмки завершились в сентябре. Съёмочная группа работала шесть дней в неделю, иногда по 12—15 часов в день.
Спецэффекты были созданы нью-йоркской студией компьютерных эффектов «Image Design». Фильм получил 20-е место в рейтинге худших спецэффектов в истории кино от журнала «Complex» — Том Холланд лично признал, что спецэффекты могли быть сделаны более качественно, но на них просто не хватило бюджета фильма.
Стивен Кинг снялся в фильме в роли Томаса Холби (председателя собрания), а режиссёр Том Холланд сыграл персонажа по имени Харкер, который даёт Николасу Хоупвеллу фотографию женщины, которую он должен убить.
Сюжетно сериал мало чем отличается от повести, большая часть изменений была вызвана постановочными или бюджетными соображениями — в первой половине первой серии было добавлено несколько специально придуманных для фильма эпизодов, раскрывающих зрителю ту информацию, которая подаётся в повести в виде чьих-нибудь мыслей.